# Syzygium rambutyense
Syzygium rambutyense är en myrtenväxtart som beskrevs av Neil Snow. Syzygium rambutyense ingår i släktet Syzygium och familjen myrtenväxter. Inga underarter finns listade i Catalogue of Life.